# Рехимабад (Тегеран)
Рехимабад (перс. رحیم‌آباد‎) — село на севере Ирана, в остане Тегеран. Входит в состав шахрестана Тегеран. Является частью дехестана (сельского округа) Хелазир бахша Афтаб.

## География
Село находится в центральной части остана, к западу от автодороги , на расстоянии приблизительно 8 километров (по прямой) к югу от города Тегеран, административного центра шахрестана. Абсолютная высота — 1023 метра над уровнем моря.

## Население
По данным переписи 2006 года население села составляло 46 человек (23 мужчины и 23 женщины). В Рехимабаде насчитывалось 16 домохозяйств. Уровень грамотности населения составлял 50 %. Уровень грамотности среди мужчин составлял 60,9 %, среди женщин — 39,1 %.
В 2016 году в селе имелось 11 домохозяйств и проживало 43 человека (20 мужчин и 23 женщины).